# 伯利恒之星

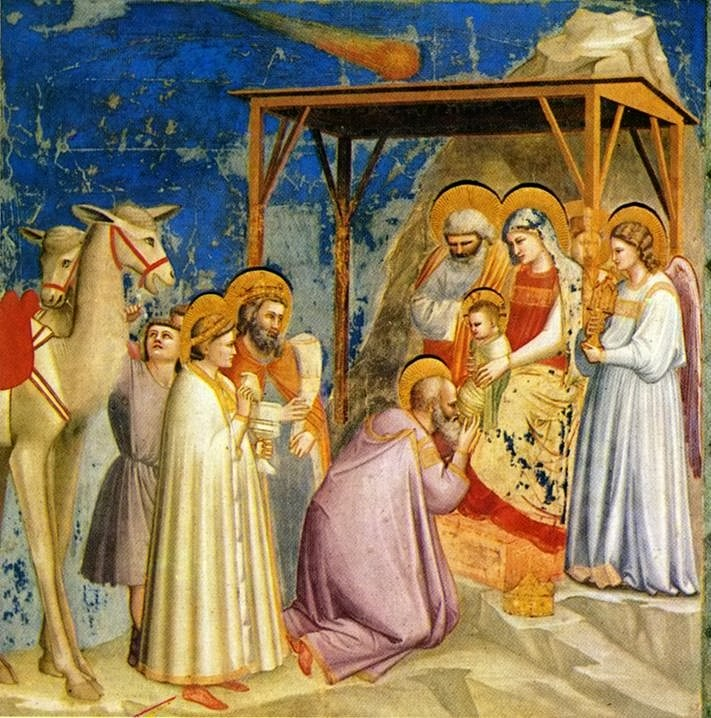
东方三博士的崇拜，佛罗伦撒画家乔托·迪·邦多纳（Giotto di Bondone，1267年－1337年）。伯利恒之星是在这画作顶部的一颗彗星。乔托见证了1301年哈雷彗星回归。

伯利恒之星或譯白冷之星（英文：Star of Bethlehem或Christmas Star ），也被称作圣诞之星或者耶稣之星，是耶稣降生时，天上一顆特別的光體，在耶稣降生後指引来自东方的「博士」找到耶稣。

## 圣经的记载
《马太福音》描述“博士”（通用希腊语：magoi）到达耶路撒冷，告诉他关于新犹太王的事情:
|                                      | 当希律王的时候，耶稣生在犹太的伯利恒。有几个占星术士从东方来到耶路撒冷，说：“那生下来作犹太人之王的在哪里？我们在东方看见他的星，特来拜他。”希律王听见了，就心里不安；耶路撒冷合城的人，也都不安。他就召集齐了祭司长和民间的文士，问他们说，基督当生在何处？他们回答说在伯利恒。 |
| ——《马太福音》第2章第1–5节（和合本） | |

|                                      | 當黑落德為王時，耶穌誕生在猶大的白冷；看，有賢士從東方來到耶路撒冷，說：「纔誕生的猶太人君王在那裏？我們在東方見到了他的星，特來朝拜他。」黑落德王一聽說，就驚慌起來，全耶路撒冷也同他一起驚慌。他便召集了眾司祭長和民間的經師，仔細考問他們：默西亞應當生在那裏。他們對他說：「在猶大的白冷。」 |
| ——《瑪竇福音》第2章第1–5节（思高本） | |

## 解释

### 圣经对耶稣降生地点的预言
耶稣将要在犹大小城伯利恒出生可以在《希伯來語經卷·弥迦书》看到。
《弥迦书》记载：“伯利恒啊，以法他啊，你虽然是犹大最小的城，将来却有一位从你那里出来，为我统治以色列。他源自远古，出于万世以前。”在以色列有2个城市叫做伯利恒，北方的伯利恒位于加利利一帶，另一个伯利恒在耶路撒冷附近，属于犹大国，只有这个伯利恒有另外的名字叫做以法他。
由於约瑟，就是玛利亚的丈夫属于犹大支派，所以他们遵循羅馬帝國皇帝凯撒·奥古斯都的命令回到这里来登记户口，这样几个世纪之前的预言获得应验。

公元前7年11月12日18:00-21:30分耶路撒冷南方星空

### 天文现象
圣经记载，从东方来的几个占星术士观测到有一个明亮的星在西方升起，他们以为犹大有了新的国王。占星术士认为，明亮的星星与地上的君王有某种联系。这个行星长时间挂在西方的天空。

#### 星星指引
根据圣经记载这个行星的行为十分特殊，它指示给占星术士耶路撒冷当地分封侯希律的居住地，之后又指引他们到耶稣以及父母居住的地方。这一切现象违背日常生活经验。

#### 天文学解释
目前在天文学上对伯利恒之星的解释还没有达成统一的共识。目前主要的假設有三種：彗星、行星合或超新星爆炸。但是按照地球自转现象，天上的星星每天都要随着地球自转东升西落。稳定的出现在北半球西部星空的星星是不符合天文学常识的。因为，在北半球越接近北天极的星星，在天空移动越不明显。
有人认为是当时发生在北半球看观测的某一次超新星爆发，其明亮程度和持续时间都是比较罕见的。根据圣经的记载，这颗星在天上至少存在几个月到一年以上，而只出现在耶路撒冷附近星空，之后神秘消失。也有人认为是一次流星现象，不过流星一般持续时间不是很长，所以天文学家并不支持这个说法。

## 耶稣出生的确切年份
根据考古发现和圣经福音书的记载，耶穌出生于公元前2年秋季，并不是一般人認為的聖誕節12月25日。当伯利恒之星出现的时候，占星术士发现了这个奇异的现象，因此赶到耶路撒冷看望犹太人的“新王”。